# Сато, Ёсихиро
Ёсихиро Сато (яп. 佐藤 嘉洋 Сато: Ёсихиро, ромадзи Satō Yoshihiro; род. 25 января 1981 г.) — профессиональный японский спортсмен, выступающий в кикбоксинге и тайском боксе. Двукратный чемпион мира по тайскому боксу, финалист гран-при K-1 МАХ 2010 года.

## Титулы и достижения
- 2001 — чемпиона мира по тайскому боксу по версии WKA во втором полусреднем весе
- 2004 — чемпиона мира по тайскому боксу по версии WPKC в первом среднем весе
- 2006 — победитель отборочного гран-при К-1 МАХ в Сайтаме
- 2007 — победитель отборочного гран-при К-1 МАХ в Токио
- 2010 — финалист гран-при К-1 МАХ

## Биография

### Ранние годы
Ёсихиро начал заниматься кикбоксингом в 1994 году. После недолгой любительской карьеры он дебютировал в качестве профессионала в декабре 1998 года в лёгком весе. В 1998—2005 годах Сато выступал в японских федерациях NJKF и AJKF. Параллельно Ёсихиро проводил поединки по правилам тайского бокса и завоевал титулы чемпиона мира по версиям WKA (2001 год, второй полусредний вес) и WPKC (2004 год, первый средний вес). Из соперников, побеждённых им за это время, стоит отметить действующего чемпиона стадиона Лумпхини Каулана Каувичита (август 2003 года) и известного новозеландца Шэйна Чэпмэна (декабрь 2003 года).

### 2005—2010 годы
С мая 2005 года Сато начал выступать в К-1 МАХ. В октябре 2005 года он одержал примечательную победу над Кауклаем Кэннорсингом.

На протяжении 2006—2010 годов Ёсихиро принял участие в пяти гран-при К-1 МАХ, дважды был четвертьфиналистом, один раз — полуфиналистом и в 2010 году дошёл до финала. В этот период он побеждал таких соперников как Майк Замбидис, Мурат Дирекчи, Буакхау По. Прамук, Юри Мес.

### 2011 год
В 2011 году Сато проиграл три из пяти проведённых боёв, хотя в случаях с поражениями от Геворга Петросяна и Алекса Тобиассона Харриса изначально считался фаворитом.